# 秋田県道182号田沢湖停車場線
秋田県道182号田沢湖停車場線（あきたけんどう182ごう たざわこていしゃじょうせん）は、秋田県仙北市を通る仙北市道田沢湖停車場線の旧称で、一般県道に登録されていたときの路線名である。

## 概要

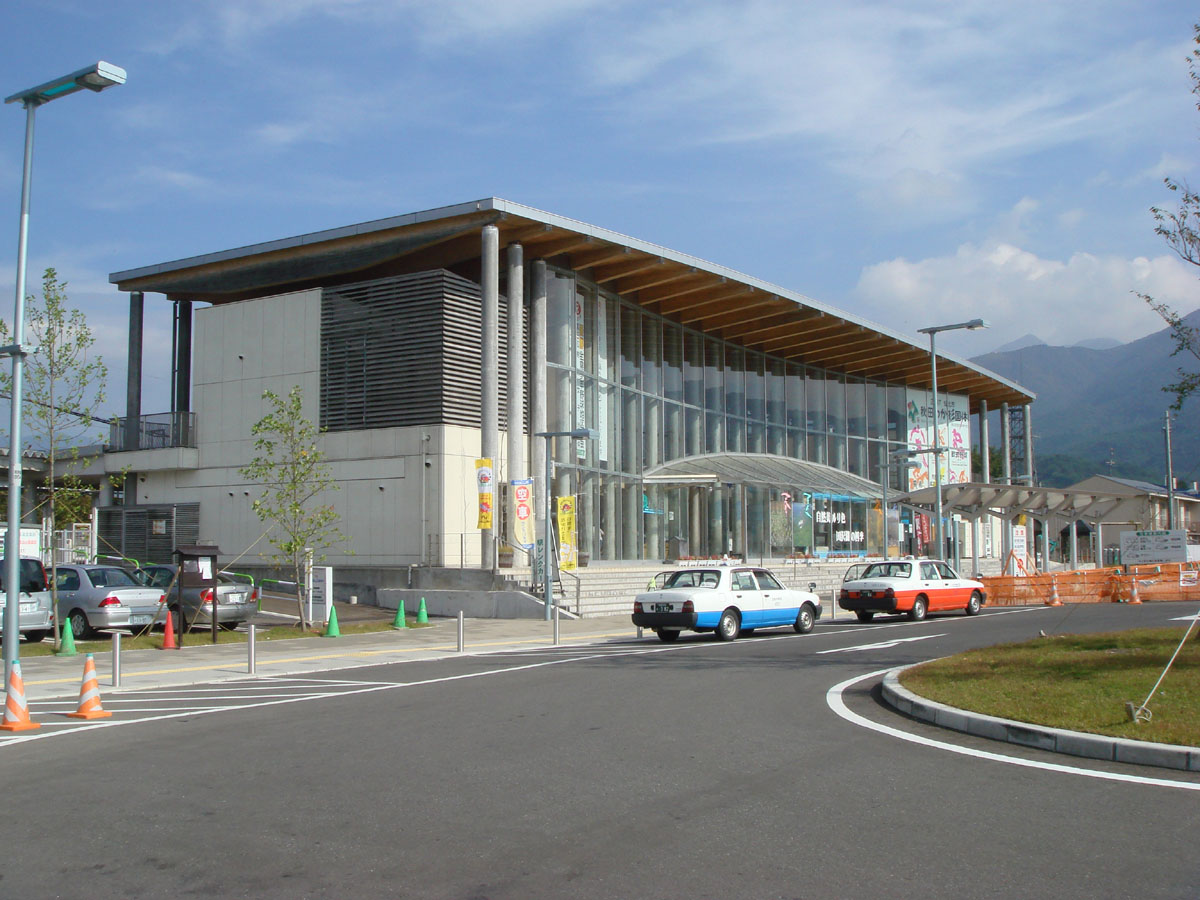
田沢湖駅前

JR東日本 田沢湖駅と旧国道46号（現・市道）を接続する短距離の道路で、2007年に県道から市道へ管理が変更になり、県道182号は欠番になっている。
市道に移管する前に駅前のロータリーの整備を2004年から2005年にかけて行っている。

### 路線データ
- 総延長 : 274m
  - 起点 : 仙北市田沢湖生保内字男坂（田沢湖駅）
  - 終点 : 仙北市田沢湖生保内字街道の上（旧国道46号交点）
- 通行不能区間 : なし

## 歴史
- 2006年度 - 秋田県道182号が廃止され、仙北市道になる。
- 2007年（平成19年）4月1日 - 秋田県が県道182号の廃止告示[2]。

### 路線細部の変更
駅前のロータリーを新設するための道路の修正年表（秋田県公報による路線状況細部の変更）。
- 2004年（平成16年）1月16日 - 道路の供用開始（仙北郡田沢湖町生保内字水尻71番12から字源左ェ門野102番1）[3]
- 2005年（平成17年）3月31日 - 道路の供用開始（仙北郡田沢湖町生保内源左ェ門野102番3から字水尻59番30）[4]